# Pansexualität

Pride-Flagge der Pansexuellen, 2010 entworfen auf Tumblr:
Pink = Zuneigung zum weiblichen Spektrum
Gelb = Zuneigung zu nichtbinären Geschlechtsidentitäten
Blau = Zuneigung zum männlichen Spektrum

Pansexualität (von der altgriechischen Vorsilbe pan „gesamt, umfassend, alles“, und Sexualität) bezeichnet eine sexuelle Orientierung, bei der Personen in ihrem Begehren keine Vorauswahl nach Geschlecht oder Geschlechtsidentität treffen. Für pansexuelle Menschen ist es nicht vom Geschlecht abhängig, wen sie begehren und lieben, das können auch transgeschlechtliche, nichtbinäre oder intergeschlechtliche Personen sein. Dabei kann die Anziehung spirituell, emotional, romantisch, physisch und/oder sexuell sein. Von der pansexuellen Orientierung unterscheidet sich die pangender Geschlechtsidentität („allgeschlechtlich“, vergleiche Gender).
Im Gegensatz zu Pansexualität wurde Bisexualität (von lateinisch bi „zwei“) nur als Liebe zu Personen des eigenen Geschlechts sowie zu gegengeschlechtlichen Personen verstanden (Frauen/Männer), mittlerweile erweitert sich die Bedeutung zur Liebe zu Personen des eigenen und eines weiteren Geschlechts (kann auch nichtbinär sein). Die Definitionen sind jedoch schwer voneinander abzugrenzen und können sich überschneiden.

## Geschichte
In der Psychiatrie hatte der Begriff der Pansexualität früher eine andere Bedeutung und wurde von Otto Kernberg 1967 im Zusammenhang mit der – damals noch anders bezeichneten – Borderline-Persönlichkeitsstörung geprägt. Kernberg habe, so Brigitte Vetter in ihrem Psychiatrie-Lehrbuch, den Versuch unternommen, charakteristische Symptome und Charakterzüge zusammenzufassen, von denen sie acht benennt und an siebter Stelle schreibt:

„Gleichzeitiges Bestehen mehrerer perverser Züge. Für dieses Phänomen wurde der Begriff der „Pan-Sexualität“ entwickelt. Pan-Sexualität als Borderline-Merkmal beschreibt Patienten, bei denen mehrere perverse Züge gleichzeitig bestehen, und Patienten, die in ihrem tatsächlichen Sexualverhalten total gehemmt sind, die aber zu ihrer sexuellen Befriedigung multiple perverse Masturbationsphantasien einsetzen, von denen die Befriedigung abhängt.“

Der Begriff Pansexualismus entstammt einem anderen Zusammenhang und war in kirchlichen Pamphleten der 1920er und 1930er Jahre eine frühe abschätzige Bezeichnung für die Psychoanalyse von Sigmund Freud.
Der Begriff Pansexualität zur Bezeichnung einer sexuellen Orientierung kam Anfang der 1990er Jahre auf. Bereits 1970 warb die kanadische Feministin Shulamith Firestone aber in ihrem Buch Frauenbefreiung und sexuelle Revolution (Originaltitel: The Dialectic of Sex: The Case for Feminist Revolution) für eine Überwindung sämtlicher Geschlechtsunterschiede. Ihre Forderung, sich der Kategorien Homo-, Hetero- und Bisexualität zu entledigen, kann darüber hinaus als Aufruf zu einer gesamtgesellschaftlichen Pansexualität verstanden werden. Im Laufe der Zeit rückte die Psychoanalyse davon ab, Pansexualität zu pathologisieren, und der Begriff wurde mehr und mehr Gegenstand queerfeministischer Debatten, die Pansexualität als Gegenkonzept zur vermeintlich natürlichen Heterosexualität verstanden.
Aus queerfeministischer Perspektive ist der Begriff besonders interessant, da er dichotome Kategorien von Geschlecht bzw. Gender und sexuellem Begehren ablehnt. Pansexualität wird als eine sehr inklusive sexuelle Orientierung beschrieben, da pansexuelle Menschen explizit auch eher marginalisierte Personengruppen wie intersexuelle Menschen oder sich als agender definierende Personen in ihr Begehren miteinschließen. Es wurde allerdings darauf hingewiesen, dass daraus keine moralische Überlegenheit der Pansexualität gegenüber anderen sexuellen Orientierungen ableitbar sei, da diese niemals das Produkt freier Entscheidungen sind.
In jüngster Zeit outeten sich mehrere prominente Persönlichkeiten als pansexuell; darunter Jazz Jennings, Miley Cyrus und Madison Bailey. Eine Studie aus dem Jahr 2017 bezifferte den Anteil pansexueller Menschen in der Altersgruppe von 18 bis 34 Jahren in den USA auf insgesamt zwei Prozent.

## Bisexual Umbrella
In der englischsprachigen Literatur ist zuweilen von einem Bisexual Umbrella (dt. „bisexueller Regenschirm“) die Rede. Gemeint ist hiermit, dass mehrere Geschlechtsidentitäten und sexuelle Orientierungen unter dem Begriff „Bisexualität“ subsumiert werden. Neben bi- und pansexuellen Menschen werden zuweilen auch queere und genderfluide Personen dieser Kategorie hinzugerechnet. Für dieses Konzept spricht, dass es zum Empowerment marginalisierter Gruppen beitragen kann, wenn Menschen mit ähnlichen Identitätsmerkmalen in Austausch miteinander kommen und gemeinsam ihre Anliegen vertreten. Allerdings wird auch eingewendet, dass der Bisexual Umbrella eine unzweckmäßige Homogenisierung verschiedener Gruppen darstelle und somit dazu beitrage, dass deren jeweils spezifischen Bedürfnisse verschleiert werden.
In diesem Kontext wird auch diskutiert, an welchen Punkten sich die Lebensrealitäten pan- und bisexueller Menschen voneinander unterscheiden und wo sie sich gleichen. Eine Studie aus dem Jahr 2021 kommt zu dem Schluss, dass Betroffene zwar grundsätzlich zwischen Pan- und Bisexualität unterscheiden, die Grenzen zwischen den beiden sexuellen Orientierungen aber gelegentlich auch verschwimmen. Die Autorinnen der Studie folgern daraus, dass Menschen die unter dem Bisexual Umbrella stehen, zwar nicht immer dieselben Präferenzen und Erfahrungen teilen, dies jedoch gegenseitige Solidarität nicht ausschließt.

## Omnisexualität, omnisexuell
Die Bezeichnung Omnisexualität, kurz omnisexuell (von lateinisch omnis „ganz, jeder, alle“), wird manchmal in gleicher Bedeutung wie pansexuell verwendet, so auch vom LSBTIQ-Lexikon 2017: „Omnisexualität ist eine sexuelle Orientierung, die Menschen für sich in Anspruch nehmen, die sich zu allen Geschlechtern sexuell und/oder emotional hingezogen fühlen. Omnisexuelle Menschen richten ihr Begehren auf die Vielfalt von Geschlechtern, einschließlich, zwischen und jenseits der binären Geschlechter Mann und Frau.“ An anderer Stelle wird ein Bedeutungsunterschied zwischen omni- und pansexuell herausgestellt: Während für pansexuelle Menschen das Geschlecht Anderer bei der sexuellen Anziehung keine Rolle spiele, würden omnisexuelle Menschen hingegen die begehrten Personen nach ihrem Geschlecht unterscheiden und die Verschiedenheiten der Geschlechter wertschätzen.